# Орман (Скопље)
Орман (мкд. Орман) је насеље у Северној Македонији, у северном делу државе. Орман припада градској општини Ђорче Петров града Скопља. Насеље је северозападно предграђе главног града.

## Географија
Орман је смештен у северном делу Северне Македоније. Од најближег већег града, Скопља, насеље је удаљено 12 km северозападно.
Насеље Орман се налази у историјској области Скопско поље. Село је положено у крајње западном делу Скопске котлине, које је равничарско подручје. Источно од насеља протиче река Лепенац. Надморска висина насеља је приближно 290 метара.
Месна клима је континентална са утицајем Егејског мора (жарка лета).

## Становништво
Орман је према последњем попису из 2021. године имао 546 становника.
Већинска вероисповест је православље.
| Национални састав према попису из 2021.‍ | Национални састав према попису из 2021.‍ | Национални састав према попису из 2021.‍ | Национални састав према попису из 2021.‍ | Национални састав према попису из 2021.‍ |
| --------------------------------------- | --------------------------------------- | --------------------------------------- | --------------------------------------- | --------------------------------------- |
|                                         |                                         |                                         |                                         |                                         |
| Македонци                               | Македонци                               |                                         | 481                                     | 88,1%                                   |
| Срби                                    | Срби                                    |                                         | 22                                      | 4%                                      |